# زازا زازیروف
زازا زازیروف (به اوکراینی: Заза Зазіров) (زادهٔ ۲۵ آوریل ۱۹۷۲) کشتی‌گیر پیشین آسی‌تبار اهل اوکراین است که در دستهٔ سبک‌وزن کشتی آزاد رقابت می‌کرد. او برندهٔ مدال برنز المپیک ۱۹۹۶ آتلانتا و یک مدال نقره (۱۹۹۸) و یک برنز (۱۹۹۷) از مسابقات قهرمانی کشتی جهان است. زازیرف در مسابقات قهرمانی کشتی اروپا نیز دو مدال طلا (۱۹۹۳، ۱۹۹۹)، یک نقره (۱۹۹۸) و دو برنز (۱۹۹۶، ۱۹۹۷) کسب کرده است.